# دوتسکا وولا
دوتسکا وولا (به لهستانی:  Ducka Wola) یک روستا در لهستان است که در گمینا سترومیتس واقع شده‌است. دوتسکا وولا ۱۵۰ نفر جمعیت دارد.